# Anita Neugebauer
Anita Neugebauer (* 19. November 1916 in Berlin; † 5. Dezember 2012 in Basel) war eine deutsche Fotografin, Galeristin und Fotosammlerin.

## Leben und Werk
Anita Neugebauer, geborene Langer, eine Nichte von Else Lasker-Schüler, ließ sich in den 1930er Jahren an der Kunstschule „Contempora Lehrateliers für neue Werkkunst“ in Berlin zur Fotografin ausbilden. 1938 emigrierte sie mit ihren Eltern nach Argentinien. 1947 heiratete sie den Arzt Josef Neugebauer. Zusammen mit ihren zwei Kindern lebte die Familie in Basel.
Anita Neugebauer eröffnete 1976 in der Basel-St. Alban-Vorstadt die erste Kunstfotografie-Galerie der Schweiz unter dem Namen Photo art basel (später Galerie Anita Neugebauer). Ihre Fotoausstellungen mit Robert Doisneau, Gisèle Freund, Floris Michael Neusüss, Monique Jacot, Ruth Mayerson, Gilbert René Mächler und Yvan Dalain haben Fotografie-Geschichte geschrieben. Anita Neugebauer schloss 2004 die Galerie.
2007 fand im Museum Tinguely die Ausstellung Blumen für Anita statt. Im Oktober 2012 präsentierte Das Verborgene Museum in Berlin eine Ausstellung zu Leben und Wirken von Anita Neugebauer.
Ihre letzte Ruhestätte fand sie auf dem Friedhof am Hörnli, Abteilung 12, Sektion d, Grab 709.